# ケイ化マグネシウム
ケイ化マグネシウム（英: Magnesium silicide）は、マグネシウムとケイ素から構成される化学式Mg2Siの無機化合物である。粉末状態では、濃い青色または紫色である。

## 合成
ケイ化マグネシウムは、ケイ素とマグネシウムを2:1の比で結合させることで合成できる。具体的には、過剰量のマグネシウムとともに、砂に含まれる二酸化ケイ素(SiO2)を加熱することで得られる。このプロセスでは最初に金属ケイ素と酸化マグネシウム(MgO)ができ、さらに過剰量のマグネシウムが利用できればケイ化物が形成される。
{\displaystyle {\ce {{2Mg}+ SiO2 -> 2 {MgO}+ Si}}}
過剰量のマグネシウムがあれば、残ったマグネシウムとケイ素による以下の反応により、ケイ化マグネシウムが形成される。
{\displaystyle {\ce {{2Mg}+ Si -> Mg2Si}}}
従って、全体の反応としては、モル比4:1のマグネシウムと二酸化ケイ素からケイ化マグネシウムが形成される。
{\displaystyle {\ce {{4Mg}+ SiO2 -> 2 {MgO}+ Mg2Si}}}
これらの反応は、発熱反応である。

## 利用
ケイ化マグネシウムは、6000番台のアルミニウム合金を合成するのに用いられ、最大約1.5%含まれる。この番号の合金は時効硬化し、どちらも合金の強化となるGPゾーンと非常に細かい沈殿物を形成する。

## 反応
ケイ化マグネシウムは、Si4-を構成していると見なすこともできる。これは、酸に対して反応性を持つ。そのため、ケイ化マグネシウムを塩酸(HCl)中に置くと気体のシラン(SiH4)が生成される。
{\displaystyle {\ce {{Mg2Si}+ 4 HCl -> {SiH4}+ 2 MgCl2}}}
同様に硫酸を用いることもできる。これらのプロトノリシス反応は、第2族元素のケイ化物に典型的であり、第1族元素のケイ化物はさらに一層反応性に富む。例えば、ケイ化ナトリウム(Na2Si)は水と急速に反応し、ケイ酸ナトリウム(Na2SiO3)と水素ガスを生成する。

## 結晶構造
ケイ化マグネシウムは、逆蛍石型構造に結晶化する。立方晶の格子の中で、ケイ素原子の中心は単位格子の角と面心の位置を占め、マグネシウム原子の中心は単位格子内部の8つの四面体部位を占める。